# Demoiselle Maleen
Demoiselle Maleen (en allemand : Jungfrau Maleen) est un conte merveilleux allemand des frères Grimm, présent depuis la 6e édition en 198e position dans les Contes de l'enfance et du foyer.

## Résumé
Demoiselle Maleen est une princesse, amoureuse d'un prince. Son père s'oppose à leur union et, pour briser son obstination, la fait enfermer dans une tour aveugle avec une servante, leur laissant des provisions pour sept ans. Le prince a beau l'appeler depuis l'extérieur, aucun son ne lui parvient à travers les épaisses murailles.
Au bout de sept ans, personne ne se présente pour les libérer. Maleen et sa servante se mettent alors à percer le mur à l'aide d'un couteau, et y parviennent au bout de trois jours. Quand elles peuvent regarder dehors, elles découvrent que le royaume a été dévasté par l'ennemi ; les habitants sont morts et le roi a été chassé.
Les deux femmes s'en vont à l'aventure, obligées de se nourrir d'orties pour apaiser leur faim. Elles trouvent finalement à s'embaucher comme filles de cuisine dans un château. Or le fils du roi de ce royaume se trouve être le prétendant de Demoiselle Maleen, mais son père a choisi pour lui une autre fiancée, si laide qu'elle ne se montre à personne. Le jour du mariage, la fiancée, honteuse de son apparence, force Maleen à prendre sa place et ses riches vêtements. Tout le monde s'étonne de sa beauté et le prince lui-même trouve qu'elle ressemble à sa première fiancée, qu'il croit morte. Passant près d'un buisson d'orties, Maleen fredonne une formulette évoquant le temps où elle devait manger des orties crues pour survivre. Elle prononce une autre formulette auprès d'un pont, puis devant l'église, suggérant qu'elle n'est pas la vraie fiancée. Elle affirme au prince qui l'interroge qu'elle pense à Demoiselle Maleen, mais ne la connaît pas.
En entrant dans l'église, le prince lui attache au cou un collier précieux. Le prêtre les marie, puis Maleen, sans rien dire, se réfugie au château et se débarrasse des vêtements somptueux, ne conservant que le collier. Pour la nuit de noces, la fiancée laide reprend sa place, tout en gardant le visage couvert. Le prince l'interroge alors successivement sur ce qu'elle a dit au buisson d'orties, au pont et à la porte de l'église. Elle ne sait que répondre, et à chaque fois va se renseigner auprès de Maleen, lui promettant au passage un châtiment pour ses paroles impudentes. Le prince, qui se pose des questions, finit par lui demander ce qu'elle a fait du collier qu'il lui a passé au cou, et comme elle reste interdite, il lui arrache son voile, découvre sa laideur et comprend qu'elle n'est pas la jeune femme avec qui il a été marié. Elle lui avoue alors la vérité : le jeune roi fait amener Demoiselle Maleen en sa présence, malgré les manœuvres de l'autre fiancée qui cherche à la faire périr. Maleen se fait reconnaître du prince, lui raconte son histoire et lui déclare qu'ils ont été mariés en bonne et due forme à l'église, et qu'elle est donc désormais son épouse légitime.
La fausse fiancée est décapitée, et la tour où Maleen avait été enfermée sept ans durant restera longtemps debout, inspirant une chansonnette aux enfants passant à proximité.

## Commentaires et analogies

Armes du Schleswig-Holstein, portant à dextre une feuille d'ortie d'argent.

Ce conte, provenant du Schleswig-Holstein, a été empruté à un recueil de récits populaires de Karl Müllenhoff paru en 1845. Le thème serait originaire de Scandinavie : Bolte et Polívka signalent diverses versions suédoises, danoises et islandaises. Si le motif de la jeune fille enfermée dans une tour, une fosse ou un tertre est ancien (figurant par exemple déjà chez Saxo Grammaticus), cette version ne semble pas remonter au-delà du XIXe siècle.
Le récit relève du conte-type AT 870, La Princesse enfermée dans le tertre. Dans certaines versions, la deuxième fiancée se dissimule, non en raison de sa laideur, mais parce qu'elle est enceinte, ou parfois malade. Le thème de la fausse fiancée est courant dans les contes : voir par exemple Les Trois Cédrats (italien), La Plume de Finist-Clair-Faucon (russe), La Géante dans la barque de pierre (islandais), certaines versions du Maître d'école cannibale (Grèce, Proche-Orient)... Le motif général a été codifié K1911 par Stith Thompson (The False Bride / Substituted Bride), le motif plus précis de la substitution des fiancées sur le chemin de l'église étant codifié K1911.1.
Certains passages de ce conte évoquent la légende de Sainte Barbe, elle aussi enfermée dans une tour par son père.
Bernadette Bricout évoque ce conte dans La Clé des contes (voir Bibliographie). Elle s'interroge en particulier sur le fait que la tour, avec ses prisonnières à l'intérieur, soit restée debout alors que le royaume était dévasté, et fait l'hypothèse que c'est peut-être Maleen qui a assuré sa pérennité, rappelant les légendes liant la solidité d'un édifice (tour, pont, etc.) au sacrifice d'un être humain qui y a été emmuré. Elle rappelle aussi que Maleen est une forme de Madeleine, prénom lui-même issu de Marie de Magdala, « magdala » signifiant « la tour » en hébreu.
La feuille d'ortie (de) stylisée est un meuble héraldique qui apparaît notamment sur le blason du Land de Schleswig-Holstein et de diverses villes allemandes.